# رميز
الرميز (الاسم العلمي: Remiz) هو جنس من الطيور يتبع الفصيلة الرميزية من رتبة العصفوريات.

## أنواع الرميز
من أنواع:
- رميز مكحل